# کسری حاج‌سیدجوادی
میرکسری حاج‌سیدجوادی (۱۳۲۳–۳۰ دی ۱۳۹۵) نویسنده، شاعر و روزنامه‌نگار ایرانی بود. او مدیرمسئول و بنیان‌گذار مجله ادبی کِلْک بود.

## زندگی اولیه
میرکسری حاج سید جوادی فرزند سید عماد و از نوادگان میرحسین قزوینی (علامه میرحسینا) در سی آبان سال ۱۳۲۳ خورشیدی در تهران چشم به جهان گشود. او بخشی از نوجوانی خود را تا پایان دبیرستان در اصفهان گذراند. سپس وارد جلسات ادبی هوشنگ گلشیری شد؛ این جلسات با حضور شعرا و نویسندگان مطرح منجر به انتشار «جُنگ اصفهان» گردید. او در آنجا بیش از گذشته علاقه‌مند به ادبیات و فرهنگ و هنر کهن ایران شد و اقدام به نشر مجله‌ای ادبی کرد. کسری حاج سید جوادی دانش‌آموخته رشته‌های «جامعه‌شناسی» و «تحقیقات اجتماعی و فرهنگی مدرن» بود.در کتاب «شجره خاندان حاج سیدجوادی»، در دست تألیف مهدی حاج سیدجوادی از کسری حاج سیدجوادی به عنوان یکی از صدها مشاهیر مطرح این خاندان به تفصیل یاد شده است.

## مجلهٔ کلک
او مجلهٔ فرهنگی و هنری کلک را در فروردین ۱۳۶۹ پایه‌گذاری کرد که به‌صورت ماهنامه در تهران منتشر می‌شد. حفظ و اشاعه زبان و ادبیات فارسی از هدف‌های بنیادین این نشریه بود؛ و در آن مقالات و نقدها و خبرهای مربوط به ادبیات و هنر ایران و جهان منتشر می‌گردید. به عقیده برخی کارشناسان او با انتشار ۹۶ شماره از این نشریه بر ادبیات ایران و کشورهای پارسی‌زبان تأثیرگذار بود.

## آثار
از او تعداد زیادی مقاله در زمینه‌های ادبی چون «چهره‌های شعر امروز ایران» و همچنین سه مجموعه شعر به نامهای: «آمبا (اندام آسمانی عشق)»، «پم» و «پاپریک دربوکو» به یادگار مانده که در میان آنها «آمبا (اندام آسمانی عشق)» بیش از همه مورد توجه صاحب‌نظران قرار گرفته است. تعدادی از عناوین اشعار وی عبارتند از: دیوار ـ اشک است یا ـ ستاره سوخته ـ بهاری دیگر ـ کوچه ـ محبوبه شب ـ چشم‌بند ـ خم شده دریا برچهره‌اش ـ در شراری محتضر ـ مرگ پروانه و …
او ترجمه اشعار پابلو نرودا شامل: نازنین ـ پلنگ ـ هشتم سپتامبر ـ شاخه دزدیده شده ـ ملکه و همچنین شعر معروف «افه مرا» اثر معروف ویلیام باتلر ییتس را به زیبایی انجام و به چاپ رسانید.

## درگذشت
کسری حاجی سیدجوادی در پی بیماری ریوی بامداد پنج‌شنبه ۳۰ دی‌ماه ۱۳۹۵ در سن ۷۳ سالگی در بیمارستان فیروزگر تهران درگذشت و در روز دوشنبه چهارم بهمن ۱۳۹۵ در قطعه نام آوران بهشت زهرا تهران به خاک سپرده شد.